# کیکومن

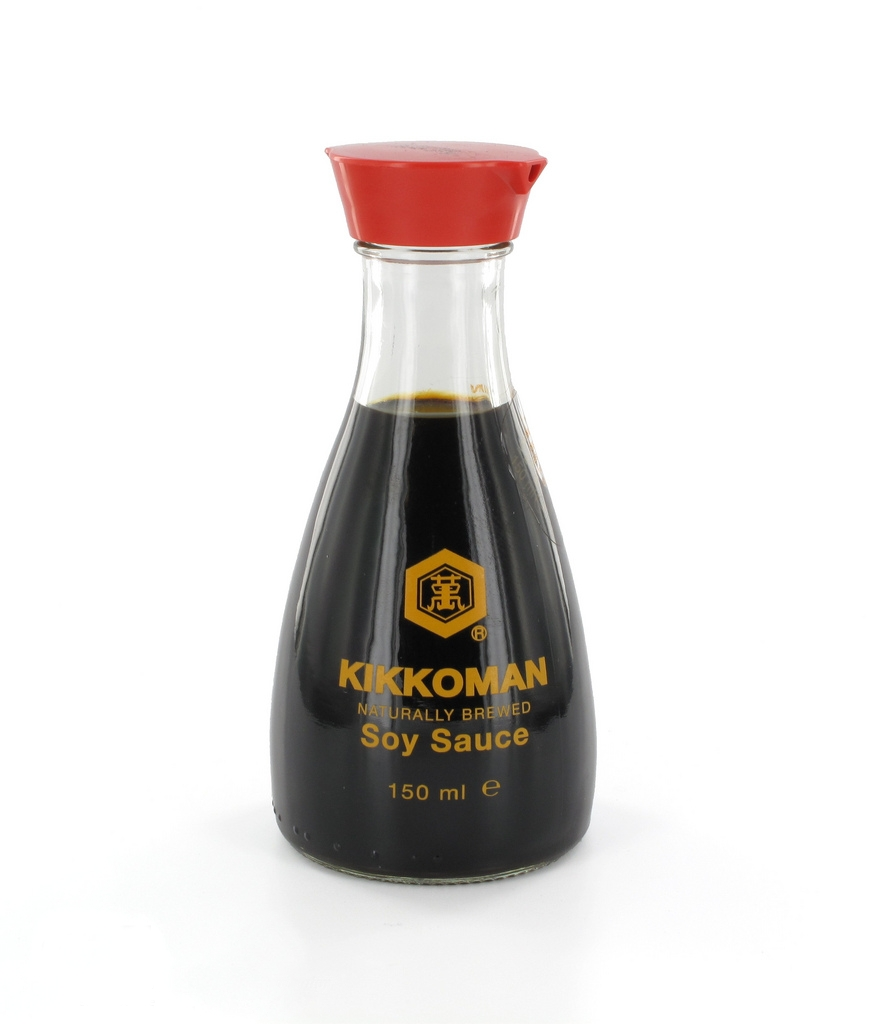
فراورده‌ای از کیکومن

کیکومن (به انگلیسی: Kikkoman) (به ژاپنی: キッコーマン株式会社) یک شرکت فراملیتی ژاپنی است که به تولید مواد غذایی و نوشیدنی می‌پردازد. از مهمترین فراورده‌های این شرکت، سس سویا است.